# 廣瀨健一
廣瀨健一（広瀬 健一（Hirose Kenichi），1964年6月12日—2018年7月26日）是一名奧姆真理教教徒、前教團高級幹部（正悟師、教團科学技術省次官），碩士畢業於早稻田大學物理及應用物理系。因參與奧姆真理教東京地鐵沙林毒氣事件等罪行，1995年廣瀨被警方逮捕。2009年，廣瀨的上訴被駁回，死刑定讞。2018年7月26日，廣瀨在東京拘置所與林泰男（又名「小池泰男」）、岡崎一明、橫山真人、端本悟，以及豐田亨共6人被執行絞刑。

## 早年
廣瀨健一1964年出生於東京都新宿區，是家中的長子，他有一个妹妹，幼時的夢想是成為工程師。廣瀨小學、初中分別畢業於多摩市立北諏訪小學、多摩市立永山中學。初中時代曾因學習優秀而受到老師的讚揚。廣瀨高中就讀於早稻田大學高等部。從就讀高中起直到碩士畢業，廣瀨都是獎學金的獲得者。1983年，廣瀨進入早稻田大學理工學部應用物理学系。1987年，以第一名的身份畢業，入讀早稻田大學大學院（研究生院）物理及應用物理系。碩士期間曾和導師合作發表頂尖論文，研究才能受到導師的稱讚。

## 加入奧姆真理教
1988年，廣瀨無意中讀到奧姆真理教教主麻原彰晃的著作，對他產生了很強認同感，並開始與麻原接觸。他自稱入教的動機是對所學知識能否在社會中發揮作用產生懷疑。本已內定入職日本電氣的廣瀨決定放棄這份工作，加入奧姆真理教教團。1989年，廣瀨在麻原的要求下出家，当时广濑的家人十分反对他出家，但是受不住决心已定的儿子，最后广濑的母亲煮了红豆饭，含泪送走了他。入教後，廣瀨曾參與教團的祕密槍械製造（此事件稱為「自動步槍祕密製造事件」），並擔任負責人。按教團的計畫，將會生產一千把左右以前蘇聯AK-74為藍本的自動步槍。廣瀨曾到俄羅斯測試教團製造的自動步槍。東京地鐵沙林毒氣事件中，他是五名執行者之一，負責在地鐵丸之內線的A777號列車內散佈沙林毒氣。

## 逮捕及審判
1995年5月16日，廣瀨被警方逮捕。隨後，檢方以殺人罪、殺人未遂罪，以及違反武器製造法的罪名起訴廣瀨。广濑的父母在被警方传唤时，不敢相信自己的儿子在东京地铁释放了沙林毒气，并表示“是不是搞错了”。同年11月17日，在前来会见的父母和妹妹面前，广濑只是默默的低着头，流下了眼泪。
廣瀨被捕後曾就罪行向社會大眾謝罪。2000年，廣瀨一審被判死刑。辯護律師認為廣瀨在犯罪時無正常的思考能力，但他的辯護意見最終未被採納。2009年，廣瀨上訴失敗，死刑定讞。2018年7月26日，經時任法務大臣上川陽子批准，廣瀨與林泰男（又名「小池泰男」）、岡崎一明、橫山真人、端本悟，以及豐田亨共6人在東京拘置所被執行絞刑，至此與奧姆真理教的13名死囚，悉數伏誅。